# Svetniški sij
Svetniški sij ali avreola (znan tudi kot halo (iz grščine ἅλως, halōs), nimb, obstret, glorija ali gloriola) je krona svetlobnih žarkov, krog ali disk svetlobe, ki obdaja osebo v umetnosti. V ikonografiji mnogih religij so ga uporabljali za označevanje svetih likov, v različnih obdobjih pa so ga uporabljali tudi za podobe vladarjev in junakov. V religiozni umetnosti antične Grčije, starega Rima, krščanstva, hinduizma in budizma med drugimi verami so lahko svete osebe upodobljene s svetniškim sijem v obliki okroglega sija ali plamenov v azijski umetnosti, okoli glave ali okrog celega telesa – to zadnje se pogosto imenuje mandorla. Svetniški sij je lahko prikazan v skoraj kateri koli barvi ali kombinaciji barv, vendar je najpogosteje upodobljen kot zlat, rumen ali bel, ko predstavlja svetlobo, ali rdeč, ko predstavlja plamen.

## Mezopotamija
Sumerska verska literatura pogosto govori o melamu (izposojeno v akadščino kot melammu), »briljantnem, vidnem sijaju, ki ga izžarevajo bogovi, junaki, včasih kralji, pa tudi templji velike svetosti ter božji simboli in emblemi.« 

## Antična Grčija
Homer opisuje več kot naravno svetlobo okrog glav junakov v bitki. Upodobitve Perzeja med dejanjem ubijanja Meduze s črtami, ki segajo iz njegove glave, se pojavljajo na toaletni škatli z belo podlago in na nekoliko kasnejši rdečefiguralni vazi v slogu Polignota, ok. 450–30 pr. n. št.. Na poslikanih izdelkih iz južne Italije se žareče črte ali preproste avreole pojavljajo na vrsti mitskih figur: Lyssa, poosebitev norosti; sfinga; morski demon; in Tetida, morska nimfa, ki je bila mati Ahila. Rodoški kolos je bil kip boga sonca Helija, ki je imel običajno žarečo krono (kopirano za Kip svobode). Helenistični vladarji so pogosto prikazani z žarečimi kronami, ki očitno posnemajo ta učinek.

## Azijska umetnost
V Indiji uporaba svetniškega sija morda sega v drugo polovico 2. tisočletja pr. n. št. Dve figuri, ki sta bili aplicirani na fragmentu lončene vaze iz Daimabadove faze Malwa (1600–1400 pr. n. št.), sta bili interpretirani kot sveti figuri, podobni kasnejšemu hindujskemu bogu Šivi in spremljevalcu, oba z avreolami, ki obdajata njuni glavi, Avreola je bila pogosto uporabljena v indijski umetnosti, zlasti v budistični ikonografiji , kjer se pojavlja vsaj od 1. stoletja našega štetja; kušanska skrinja iz   Bimarana v Britanskem muzeju je datirana iz leta 60 n. št. (vsaj med 30 pr. n. št. in 200 n. št.). Vladarji Kušanskega cesarstva so bili morda prvi, ki so si dali avreole na svoje kovance, nimb v umetnosti pa morda izvira iz Srednje Azije in se je razširil na vzhod in zahod.
V kitajski in japonski budistični umetnosti se je avreola uporabljala že od najzgodnejših obdobij za upodabljanje podob Amitabha Bude in drugih. Tibetanski budizem v kipih in Thangka slikah budističnih svetnikov, kot sta [fMilarepa]] in Padmasambhava ter božanstev, pogosto uporablja svetniški sij in avreole različnih vrst, ki črpajo iz indijske in kitajske tradicije. Različne barve le-teh imajo posebne pomene: oranžna za menihe, zelena za Budo in druga bolj vzvišena bitja, običajno pa imajo figure avreolo za glavo in drugo okroglo za telo, ki se pogosto sekata nekje okoli glave ali vratu. Tanke zlate črte pogosto sevajo navzven ali navznoter od roba avreole, včasih pa je iz njih sestavljena celotna avreola.
V Indiji se avreola glave imenuje Prabhamandala ali Siras-cakra, avreola celega telesa pa Prabhavali. Dodelani svetniški siji in predvsem avreole se pojavljajo tudi v hindujskem kiparstvu, kjer se po navadi razvijejo v arhitekturne okvirje, v katerih je težko prepoznati izvirno idejo. Teravadski budizem in džainizem dolga stoletja nista uporabljala avreole, kasneje pa sta jo prevzela, čeprav manj temeljito kot druge verske skupine.
V azijski umetnosti si svetniške sije pogosto predstavljajo ne le iz svetlobe, ampak tudi iz plamenov. Zdi se, da se ta vrsta prvič pojavi v kitajskih bronastih predmetih, od katerih so prvi ohranjeni primerki izpred leta 450.  Upodobitev plamenov je lahko zelo formalizirana, kot v običajnih majhnih plamenih na avreoli obroča, ki obdaja številne bronaste predmete cesarstva Čola in druge klasične hindujske skulpture božanstev, ali zelo izrazita, kot z bolj realističnimi plameni in včasih dima, prikazanih kako se dvigajo navzgor pri mnogih tibetanskih budističnih upodobitvah "jeznega vidika" božanstev in tudi v perzijskih miniaturah klasičnega obdobja. Včasih se tanka črta plamenov dvigne iz robov okroglega svetniškega sija v budističnih primerih. Na tibetanskih slikah so plameni pogosto prikazani, kako jih piha veter, običajno od leve proti desni. To vrsto zelo redko najdemo tudi v srednjeveški krščanski umetnosti in v manjšem obsegu.
Avreole najdemo v islamski umetnosti iz različnih krajev in obdobij, zlasti v perzijskih miniaturah ter mogulski in osmanski umetnosti, na katero so vplivale. Ognjene avreole, ki izhajajo iz budistične umetnosti, obkrožajo angele, podobne pa pogosto vidimo okoli Mohameda in drugih svetih človeških figur. Od zgodnjega 17. stoletja se na portretih mogulskih cesarjev in pozneje radžputskih in sikhskih vladarjev pojavljajo enostavnejši okrogli svetniški siji; kljub bolj lokalnim precedensom umetnostni zgodovinarji menijo, da so moguli prevzeli motiv iz evropske verske umetnosti, čeprav izraža perzijsko idejo o od Boga dana karizma kraljevanja, ki je veliko starejša. Osmani so se izogibali uporabi avreol za sultane, kljub njihovemu nazivu kalifa, pri kitajskih cesarjih pa so vidne le, če se predstavljajo kot budistične verske osebe, kot so nekateri menili, da so upravičeni.

### Egipt in Azija
- Ra s sončnim diskom, pred letom 1235 pr. n. št.
- Kušanska skrinjica Kaniška 127 z (od leve proti desni) Brahmo, Budo in Indro.
- Budistični bron iz severnega Weija, 524, z dvema obročema avreole znotraj goreče mandorle
- Čola Nataraja z avreolo plamenov (11. stoletje).[17]
- Hindujska figura (11. stoletje).
- Sodobni Višnujev murti z avreolo, ustvarjeno z osvetlitvijo
- Mogulski cesar Jahangir je bil pogosto upodobljen z avreolo neprimerljive velikosti, ok. 1620
- Večkrako tibetansko božanstvo, obdano z avreolo valovitega ognja in stebrom dima, ki označuje jezno naravo božanstva (19. stoletje). (Thangka iz Hayagrive)
- Sodobne hindujske nabožne podobe Durge in drugih božanstev s svetilko

## Rimska umetnost
Halo predstavlja avro ali sij svetosti, ki je običajno narisan in obkroža glavo. Prvič se je pojavil v kulturi helenistične Grčije in Rima, verjetno povezan z zoroastrsko hvareno – »slava« ali »božanski lesk« – ki je zaznamovala perzijske kralje in je bila morda uvožena z mitraizmom.  Čeprav so rimske poslikave večinoma izginile, razen nekaj fresk, je lik s svetniškim sijem še vedno svež v rimskih mozaikih. V rimskem talnem mozaiku iz 2. stoletja našega štetja, ohranjenem v Bardu v Tuniziji, se pojavi Pozejdon z avreolo v njegovem vozu, ki ga vlečejo hipokampusi. Pomembno je, da triton in nereida, ki spremljata boga morja, nimata avreole.
V talnem mozaiku iz poznega 2. stoletja našega štetja iz Thysdrusa, El Džem, (ilustracija) je Apolon Helij prepoznaven po sijoči avreoli. Še en Apolon s svetniškim sijem v mozaiku iz Hadrumentuma je v muzeju v Sousse. Konvencije te upodobitve, nagnjena glava, rahlo razprte ustnice, velike oči, nakodrani lasje, postriženi v kitke, ki pokrivajo vrat, so bile razvite v 3. stoletju pr. n. št. za upodobitev Aleksandra Velikega (Bieber 1964; Yalouris 1980). Nekaj časa po izdelavi tega mozaika so cesarja začeli upodabljati z avreolo, kar ni bilo opuščeno, ko so postali kristjani; sprva je imel Kristus le enega, ko je bil prikazan na prestolu kot Kristus v slavi.

## Krščanska umetnost
Svetniški sij je bil vključen v zgodnjekrščansko umetnost nekje v 4. stoletju z najzgodnejšimi ikonskimi podobami Kristusa, sprva edina figura, prikazana z enim (skupaj z njegovim simbolom, Jagnje božje). Sprva so mnogi na to gledali kot na prikaz Kristusovega Logosa, njegove božanske narave, zato v zelo zgodnjih (pred letom 500) upodobitvah Kristusa pred Janezovim krstom ni prikazan s svetniškim sijem, saj je predmet razprave, ali je bil njegov Logos prirojen od spočetja (pravoslavni pogled) ali pridobljen s krstom (adopcionistični pogled). V tem obdobju je prikazan tudi kot otrok ali mladostnik v krstih, čeprav je to morda hieratična in ne starostna predstavitev.
Svetniški sij s križem v krogu ali zunaj kroga, se uporablja za ponazarjanje oseb Svete Trojice, zlasti Jezusa, zlasti v srednjeveški umetnosti. Na bizantinskih in pravoslavnih podobah je znotraj vsake prečke križa v Kristusovi avreoli ena od grških črk Ο Ω Ν, ki sestavljajo ὁ ὢν—»ho ōn«, dobesedno »Obstoječi«—kar označuje Jezusovo božanskost. Vsaj na kasnejših pravoslavnih podobah je vsaka vrstica tega križa sestavljena iz treh črt, ki simbolizirajo dogme o Trojici, enosti Boga in dveh Kristusovih naravah.
V mozaikih v baziliki Santa Maria Maggiore (432–40) ima mladi Kristus štirikraki križ bodisi na vrhu glave v radiju svetniškega sija bodisi nad polmerom, vendar je to nenavadno. V istih mozaikih imajo spremljevalni angeli sije (kot v nadaljevanju cesarske tradicije kralj Herod), ne pa Marija in Jožef. Občasno imajo druge figure prekrižane sije, na primer sedem golobov, ki predstavljajo sedem darov Svetega Duha v Jesejevem drevesu Codex Vyssegradensis iz 11. stoletja (kjer imata tudi Jese in Izaija navadne svetniške sije, tako kot Jezusovi predniki v drugih miniaturah).
Pozneje so trikotni svetniški sij včasih dali Bogu Očetu, da predstavlja Trojico. Ko je predstavljen z roko, ki sega iz oblaka, to lahko svetniški sij.
Navadne okrogle svetniške sije se običajno uporablja za označevanje svetnikov, Device Marije, starozaveznih prerokov, angelov, simbolov štirih evangelistov in nekaterih drugih figur. Bizantinski cesarji in cesarice so bili pogosto prikazani z njimi v kompozicijah s svetniki ali Kristusom, vendar so bili ti samo obrisani. To so kopirali otonski in kasneje ruski vladarji. V srednjem veku na Zahodu je manj verjetno, da bodo starozavezne figure imele svetniški sij.
Beatificirane figure, ki še niso kanonizirane kot svetniki, so v srednjeveški italijanski umetnosti včasih prikazane z linearnimi žarki, ki sevajo iz glave, vendar brez krožnega roba nimba; kasneje je to postala manj moteča oblika svetniškega sija, ki se je lahko uporabljala za vse figure. Marija ima, zlasti od baroka dalje, posebno obliko svetniškega sija v krogu dvanajstih zvezd, ki izhaja iz njene identifikacije kot Žene Apokalipse.
Kvadratne svetniške sije so včasih v Italiji uporabljali za življenje v  donatorskih portretov okoli 500–1100; Večina ohranjenih je papežev in drugih v mozaikih v Rimu, vključno z glavo matere takratnega papeža Episcopa Theodora. Zdi se, da so zgolj pokazatelj sodobne osebe, v nasprotju s svetniki, ki jih običajno spremljajo, brez resničnih implikacij prihodnje kanonizacije. Pozni primer je Deziderij, opat Monte Cassina, kasnejši papež, iz rokopisa iz let 1056–86; Papež Gregor I. Veliki je bil sam upodobljen z enim, po piscu njegovega življenjepisa iz 9. stoletja, Janezom, diakonom iz Rima. Figura, ki morda predstavlja Mojzesa v sinagogi Dura-Europos iz 3. stoletja, ima enega, kjer ni okroglih svetniških sijev. Personifikacije Vrlin so včasih dobile šestkotne sije. V rokopisih karolinške »šole Ada«, kot so evangeliji Ada, najdemo nazobčane svetniške sije, ki se včasih zdijo samo narejeni iz žarečih palic.
Podobo sijaja celega telesa včasih imenujemo 'avreola' ali slava; prikazano je, da izžareva okrog telesa, najpogosteje Kristusa ali Marije, občasno svetnikov (zlasti tistih, za katere poročajo, da so jih videli obkrožene z enim). Takšna avreola je pogosto mandorla ("mandljasta" vesica piscis), zlasti okoli Kristusa v slavi, ki ima prav tako lahko tudi svetniški sij. Na upodobitvah Jezusovega spremenjenja je pogosto videti bolj zapleteno obliko, zlasti v vzhodni pravoslavni tradiciji, kot na znameniti ikoni iz 15. stoletja v Tretjakovski galeriji v Moskvi.
Kjer je zlato uporabljeno kot ozadje v miniaturah, mozaikih in slikah na tablah, je svetniški sij pogosto oblikovan s črto v zlate lističe in je lahko okrašena z vzorci  znotraj zunanjega polmera in tako postane veliko manj izrazita. Zlati lističi v svetniškem siju so lahko tudi krožno brušeni, da se ustvari učinek svetlobe, ki seva iz glave subjekta. V zgodnjih stoletjih njegove uporabe je lahko krščanski svetniški sij v večini barv (čeprav je črna rezervirana za Juda, Satana in druge zle figure) ali večbarvna; pozneje zlato postane standard, in če celotno ozadje ni zlatih lističev, bo navadno tudi sam halo.

### Padec svetniškega sija
Z naraščajočim realizmom v slikanju je svetniški sij postal problem za umetnike. Dokler so še naprej uporabljali stare kompozicijske formule, ki so bile izdelane za prilagajanje siju, so bile težave obvladljive, toda ko so zahodni umetniki iskali več fleksibilnosti v kompoziciji, temu ni več tako. V prostostoječem srednjeveškem kiparstvu je bil svetniški sij že prikazan kot ploščat disk nad ali za glavo. Ko se je perspektiva začela šteti za bistvenega pomena, so slikarji tudi spremenili sij iz avre, ki obkroža glavo, ki je bila vedno upodobljena, kot da bi jo videli v celoti, v ploščat zlat disk ali prstan, ki se je pojavil v perspektivi in lebdel nad glavami svetnikov ali navpično zadaj, včasih prozoren. To je najprej vidno pri Giottu, ki še vedno daje Kristusu svetniški sij s križem, ki so ga njegovi nasledniki začeli opuščati. V severni Evropi je žareči sij, sestavljen iz žarkov, podobnih sončnim žarkom, prišel v modo v francoskem slikarstvu okoli konca 14. stoletja.
V začetku 15. stoletja sta Jan van Eyck in Robert Campin večinoma opustila njihovo uporabo, čeprav so jih nekateri drugi staronizozemski umetniki še naprej uporabljali. V Italiji približno v istem času jih je Pisanello uporabljal, če niso bili v nasprotju z enim od ogromnih klobukov, ki jih je rad slikal. Na splošno je v Italiji trajalo dlje, čeprav je bil pogosto zmanjšan na tanek zlat trak, ki prikazuje zunanji rob svetniškega sija, kar je običajno na primer pri Giovanniju Belliniju. Kristusa so začeli prikazovati z navadnim svetniškim sijem.
Fra Angelico, tudi sam menih, je bil konservativen, kar zadeva svetniški sij in nekatere njegove slike dobro prikazujejo težave, kot v več njegovih bolj natrpanih kompozicijah, kjer so prikazani kot diski iz polnega zlata na isti ravnini kot površino slike, postane težko preprečiti, da bi ovirali druge figure. Hkrati so bili uporabni v natrpanih pripovednih prizorih za razlikovanje glavnih, določljivih figur iz množice. Giottovo Objokovanje Kristusa iz kapele Scrovegni ima osem figur s sijem in deset brez njih, za katere gledalec ve, da jim ni namenjeno pripisovanje določene identitete. Na enak način Kristusov krst Perugina na Dunaju ne prikazuje ne Kristusa ne Janeza Krstnika svetniški sij, ki bi bila dovolj prepoznavna brez njiju, ampak ima svetnik v ozadju, ki običajno ni prisoten v tem prizoru, obročast sij, ki označuje njegov status.
V visoki renesansi se je celo večina italijanskih slikarjev popolnoma odrekla svetniškim sijem, toda v reakciji Cerkve na protestantsko reformacijo, ki je dosegla vrhunec z odloki o podobah tridentinskega koncila leta 1563, so njihovo uporabo predpisali duhovniki o religiozni umetnosti, npr. kot Joannes Molan in sveti Karel Boromejski. Figure so bile postavljene tam, kjer bi naravni svetlobni viri poudarjali njihove glave ali pa je bila namesto tega bolj diskretna kvazinaturalistična utripajoča ali žareča svetloba prikazana okoli glave Kristusa in drugih figur (ki jih je morda začel Tizian v svojem poznem obdobju). Rembrandtove jedkanice, na primer, kažejo različne rešitve vseh teh vrst, pa tudi večino brez nikakršnega učinka svetniškega sija. Avreola se je v renesansi redko uporabljala za figure iz klasične mitologije, čeprav jih včasih vidimo, zlasti v klasični sijoči obliki, v manieristični in baročni umetnosti.
Do 19. stoletja so svetniški siji postali neobičajni v zahodni mainstream umetnosti, čeprav so se ohranili v ikoničnih in priljubljenih podobah in včasih kot srednjeveški učinek. Ko John Everett Millais svojemu sicer realističnemu svetemu Štefanu (1895) podari prstan sija, se zdi precej presenetljivo. V popularni grafični kulturi je preprost prstan postal prevladujoča predstavitev svetniškega sija vsaj od poznega 19. stoletja, kot je na primer razvidno iz logotipa serije romanov in drugih priredb Simona Templarja ("Svetnik").

## Duhovni pomen v krščanstvu
Zgodnji cerkveni očetje so porabili veliko retorične energije za predstave o Bogu kot viru luči; med drugim zato, ker je bil »v polemikah v 4. stoletju o enotnosti Očeta in Sina razmerje med žarkom in izvorom najbolj prepričljiv primer emanacije in različnih oblik s skupno substanco« – ključ konceptov v teološki misli tistega časa.
Bolj katoliška razlaga je, da svetniški sij predstavlja svetlobo božanske milosti, ki preplavlja dušo, ki je popolnoma združena in v harmoniji s fizičnim telesom.
V teologiji Vzhodne pravoslavne cerkve je ikona »okno v nebesa«, skozi katerega je mogoče videti Kristusa in svetnike v nebesih ter se z njimi pogovarjati. Zlata podlaga ikone nakazuje, da je upodobljeno v nebesih. Svetniški sij je simbol neustvarjene luči (grško: Ἄκτιστον Φῶς) ali božje milosti, ki sije skozi ikono. Psevdo-Dionizij Areopagit v svojih Nebeških hierarhijah (Celestial Hierarchies) govori o angelih in svetnikih, ki jih razsvetljuje Božja milost in posledično razsvetljujejo druge.

## Galerija – krščanska umetnost
- Cesar Justinijan (in cesarica Teodora) imata svetniški sij v mozaikih v baziliki San Vitale v Raveni leta 548. Glej tukaj za prejšnje in tukaj za poznejše primere.
- Evangeliji bolgarskega carja Ivana Aleksandra, 1355–56; celotna kraljeva družina ima svetniše sije.
- Giotto Kapela Scrovegni, 1305, z ravnimi perspektivnimi siji; pogled od zadaj povzroča težave, Janezov svetniški sij pa je treba zmanjšati.
- Nizozemska, pred letom 1430. Verski prizor, kjer predmeti v realističnem domačem okolju vsebujejo simboliko. Pletena ognjevarna zavesa služi kot avreola.
- Marija zgoraj ima velikoavreolo, sveti Anton ima v perspektivi svetniški sij
- Fra Angelico 1450, Marijin svetniški sij je v perspektivi, Jožefov ne. Jezus ima še vedno sij s križem.
- Luteranec Hans Leonhard Schäufelein na Zadnji večerji iz leta 1515 prikazuje samo Kristusa s svetniškim sijem.
- Na ikoni Zadnja večerja Simona Ušakova (1685) ima enajst od dvanajstih apostolov svetniške sije: le Juda Iškarijot ga nima.
- Salvator Mundi, 1570, Tizian. Od pozne renesanse je bila pogosto prednostna bolj "naturalistična" oblika svetniškega sija.
- William Blake uporablja klobuke obeh deklet, da namiguje na svetniki sij na sprednji strani izvirnih zgodb iz resničnega življenja Mary Wollstonecraft, 1791.
- Julius Schnorr von Carolsfeld je bil član nazareškega gibanja, ki se je oziralo nazaj v srednjeveško umetnost. Vendar pa ima v Treh Marijah pri grobu, 1835, samo angel svetniški sij.